# أنا وهو وهي (فلم)
أنا وهو وهي، فيلم مصري تم إنتاجه عام 1964، من إخراج فطين عبد الوهاب وبطولة فؤاد المهندس وشويكار.

## قصة الفيلم
يتناول الفيلم في قالب من الكوميديا لقاءً عابراً في أحد الفنادق في الفيوم بين زوجة أحد رجال العصابات الخطرين وهو النمساوي والذي قام بدوره الفنان الراحل توفيق الدقن، وبين رجلٍ أمضت ليلتها في غرفته في الفندق الذي يقيم به في ليلة رأس السنة، وفي إطار من الكوميديا تدور عدة مواقف بين النمساوي وبين الفنان فؤاد المهندس بسبب شك النمساوي في زوجته لمبيتها في غرفته.

## بطولة
- فؤاد المهندس : (حمدي عطية)
- شويكار : (نادية)
- توفيق الدقن : (النمساوي)
- أحمد خميس : (صلاح)
- عادل إمام : (دسوقي)
- نبيلة السيد : (زينب)
- الضيف أحمد : (بيومي)
- محمود فرج : (ميمو)
- سهير زكي : (الراقصة سهير - زوجة النمساوي)
- عبد الخالق صالح : (ضيف شرف)
- إسكندر منسي : (جار حمدي)
- عبد المنعم بسيوني : (ضابط الشرطة)
- حسن أتلة : (الجرسون)

## روابط خارجية
- أنا و هو و هى على موقع IMDb (الإنجليزية)
- أنا و هو و هى على موقع قاعدة بيانات الأفلام العربية
- أنا و هو و هى على موقع قاعدة بيانات الفيلم (الإنجليزية)
- أنا و هو و هى على موقع ليتربوكسد (الإنجليزية)
- أنا و هو و هى على موقع كينوبويسك (الروسية)